# Староанглийский бульдог
Староанглийский бульдог (англ. Old English Bulldog) — вымершая чистокровная английская порода собак.

## Внешний вид
Староанглийский бульдог был компактной, очень мускулистой собакой средних размеров, вес 20—25 кг, рост 30—40 см. Подтверждение этому — хорошо сохранившаяся картина 1817 года, где изображены бульдоги Криб и Роса. Бульдоги отличались необычайной смелостью и агрессивностью. Эти качества и были главной причиной их большой популярности в Англии в связи с их участием в «кровавом спорте».

## История породы

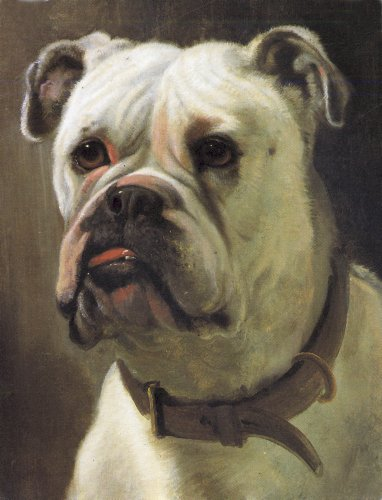
Михаил Архангел, чемпион Кристал-Пэлас 1870 года

Английский бульдог — очень древняя порода собак. Точное время её появления неизвестно. Считается что бульдоги родственны мастифам и имеют, по всей видимости, общего с ним предка — алана. Аланы представляли собой догообразных собак, и в свою очередь, происходили от молоссов и брудастых борзых. Своё наименование аланы получили по названию сарматского племени, населявшего горы Кавказа, где и были выведены эти собаки.
Исторически бульдоги использовались в Англии как травильные собаки в «кровавом спорте»; главным образом, в буль-бейтинге — травле быков. Собственно, отсюда и возникло название породы — бульдог (англ. bulldog — букв. «бычья собака»).
Принятие в Англии закона о жестоком обращении с животными в 1835 году привело к сокращению проведения буль-бейтингов и собачьих боёв и, как следствие, падению интереса к разведению староанглийских бульдогов. Тем не менее, противозаконные собачьи бои в Англии продолжались в течение многих лет. Заводчики собак, скрестив староанглийского бульдога со староанглийским терьером, получили новую породу с более развитой ловкостью и быстротой — буль-энд-терьера. Этот предок бультерьера и питбультерьера стал основной причиной ускоренного вымирания староанглийского бульдога.